# Gibson ES-335
Gibson ES-335 je poluakustična gitara američke tvrtke Gibson Guitar Corporation koja se počela proizvoditi 1958.g. Model je dio serije ES (engl. "electric spanish", što se prevodi kao "električna španjolska"), a bio je prva komercijalna poluakustična gitara, zakrivljene tanke prednje ploče.
Tijelo gitare je djelomično puno, a na prednjoj strani su dvije izrezane rupe u stilu violinske f-rupe.
Poznati izvođači koji su koristili ovaj model bili su Chuck Berry, Larry Carlton, Eric Clapton, B. B. King i John Scofield.
Prije 1952. tvrtka Gibson je proizvodila gitare šupljeg tijela koje su bile sklone povratnom signalu (engl. "feedback") prilikom glasnog pojačavanja. Godine 1952. pojavio se prvi model punog tijela Gibson Les Paul. Do godine 1958. tvrtke je proizvodila nekoliko modela punog tijela koja su imali manji povrati signal (engl "feedback"), ali nisu imale karakteristični tamnim, topli ton zvuk, niti pojačani volumen zvuka šupljeg tijela. Gitara ES-335 je bio pokušaj da se pronađe sredina, topliji ton, s manje povratnog signala.
Model ES-335 bio je kompromis iz kojeg je nastao flekisbilni model vrlo popularan u mnogim žanrovima glazbe (npr. blues, jazz i rock). S osnovnom cijenom od 267.50 USD ubrzo je postao jedan od najbolje prodavanih modela te se provodi od 1958.
Na temelju modela ES-335 nastale su brojne varijacije kao što su npr. ES-345, ES-355, EB-2, EB-2D, CS serija.